# Ural-375
Ural-375 a fost un camion produs de Ural din 1961 până în 1993. Aproximativ 1 milion de unități din camion au fost produse și vândute. Camionul a fost realizat pe șasiul camionului Ural-355. Camionul a fost planificat ca înlocuitor pentru camionul Ural-355 pe care se baza în mare măsură. Inițial, camionul a fost planificat să utilizeze aceeași cabină ca și camionul Ural-355, dar Ural a decis să modernizeze și să schimbe ușor cabina pentru a o face mai sigură și mai confortabilă.

## Istoric
Camionul a fost conceput în primul rând ca un camion militar. Vehiculul se baza pe motorul și șasiul camionului Ural-355, dar trebuiau schimbate lucruri semnificative pentru a-l face să respecte noile reguli de siguranță din Uniunea Sovietică. În primele luni de la lansare, au fost produse și vândute aproximativ 15.000 de unități. Vehiculul a fost lansat și pe piața civilă, unde a avut un succes relativ, dar cel mai mare succes a fost pe piața militară.
În 1977, Ural a lansat camionul Ural-4320, cu toate acestea, producția camionului Ural-375 a continuat împreună cu succesorul său. Ural-4320 nu avea piese de la Ural-375, deoarece Ural dorea să-și actualizeze linia de camioane. În 1991, când Uniunea Sovietică a fost demontată, camionul a continuat producția, dar până în 1993 au fost produse și vândute doar 30.000 de unități, iar Ural a întrerupt rapid producția camionului în 1993, Ural-4320 înlocuindu-l oficial.